# Elizabeth Schuyler Hamilton

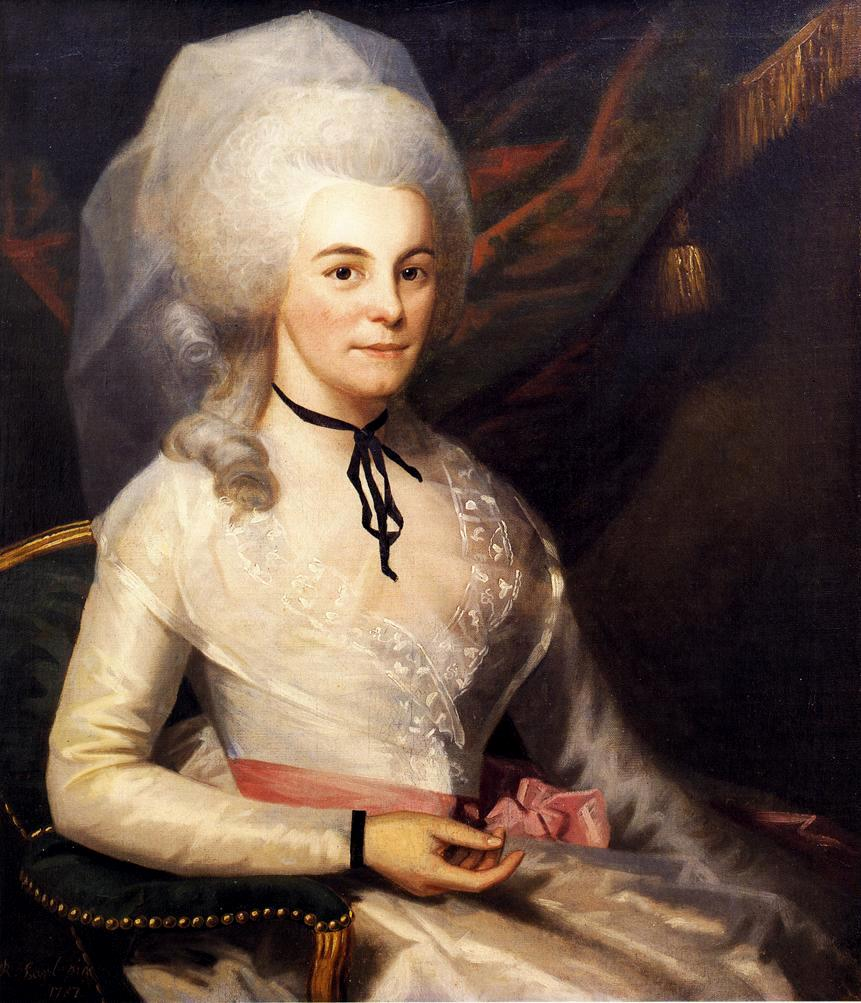
Porträt von Elizabeth Hamilton von Ralph Earl (1787)

Elizabeth Hamilton (geboren als Elisabeth Schuyler am 9. August 1757 in Albany, Provinz New York; gestorben am 9. November 1854 in Washington, D.C.) war eine US-amerikanische Philanthropin und Ehefrau des Politikers und Gründervaters Alexander Hamilton.

## Herkunft und Jugend
Elizabeth Schuyler Hamilton, familiär auch Eliza oder Betsey genannt, wurde 1757 in Albany als zweite Tochter des Kontinentalarmee-Generals im Amerikanischen Unabhängigkeitskrieg Philip Schuyler und seiner Frau Catherine Van Rensselaer Schuyler geboren. Ihre Mutter stammte aus der Familie Van Rensselaer, einer der reichsten und politisch einflussreichsten Familien im Staat New York. Sie hatte 14 Geschwister, von denen sieben das Erwachsenenalter erreichten, darunter Angelica Schuyler Church und Margarita „Peggy“ Schuyler Van Rensselaer.
Ihre Familie gehörte zu den wohlhabenden, aus den Niederlanden stammenden Landbesitzern, die seit Mitte des 17. Jahrhunderts die Gegend um Albany besiedelt hatten. Wie viele Landbesitzer in dieser Zeit hatte auch Philip Schuyler Sklaven und Eliza wuchs in einer durch Sklaverei geprägten Umgebung auf. Ihr Vater kämpfte für die Briten im Siebenjährigen Krieg, teilweise ganz in der Nähe des Familiensitzes. Das Leben der Kinder war dadurch aber nicht berührt, Eliza lernte von ihrer Mutter Lesen und Nähen. Die Familie war Mitglied der holländisch-reformierten Kirche, die Religion vermittelte Elizabeth einen lebenslang unerschütterlichen Glauben.
Als Mädchen begleitete Elizabeth ihren Vater zu Verhandlungen mit der Irokesen-Konföderation und lernte auch Benjamin Franklin kennen, als dieser die Familie Schuyler auf einer Reise besuchte. Als Kind galt sie als Wildfang und auch als Erwachsene wurden ihr ein starker Wille und eine gewisse Impulsivität nachgesagt.

## Heirat und Ehe mit Alexander Hamilton

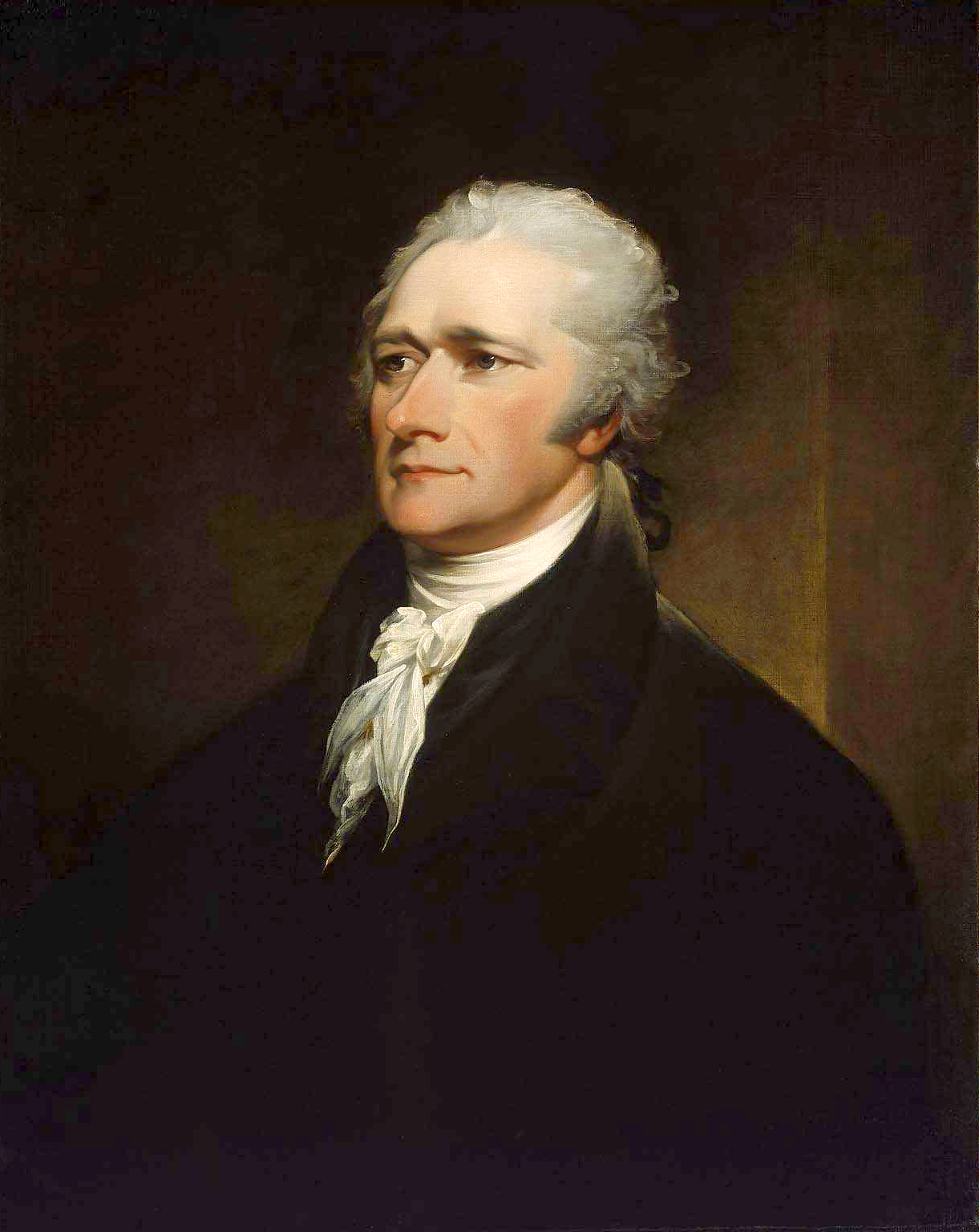
Alexander Hamilton auf einem Ölgemälde von John Trumbull, 1806

Das Frühjahr 1780 verbrachte Elizabeth bei ihrer Tante Gertrude Schuyler Cochran in Morristown (New Jersey). Hier begegnete sie Alexander Hamilton, einem der Adjutanten von General George Washington, der mit dem Stab des Generals über den Winter in Morristown stationiert war. Sie hatten sich zwei Jahre zuvor schon einmal getroffen, als Hamilton bei den Schuylers auf dem Rückweg einer Mission im Auftrag Washingtons zum Essen eingeladen war. Während der Zeit in Morristown lernte Eliza auch Martha Washington kennen und freundete sich mit ihr an, eine Beziehung, die auch über die Karrieren ihrer Ehemänner hinaus Bestand hatte.
Es wird berichtet, dass Hamilton nach dem Treffen mit Eliza so aufgeregt gewesen sei, dass er das Passwort für den Zutritt zum Armeehauptquartier vergaß. Die Beziehung zwischen Hamilton und Eliza entwickelte sich rasch. Wenn er dienstlich unterwegs war, bestand ein intensiver brieflicher Kontakt. Bereits Anfang April verlobten sie sich. Im Juni 1780 verließ Hamilton mit dem Generalstab Morristown. Im September erfuhr Eliza, dass der britische Major John André verhaftet worden war, nachdem sein Plan über die Übergabe von Fort West Point durch den abtrünnigen General Benedict Arnold an die Briten gescheitert war. André war 1775 als Kriegsgefangener auf dem Weg nach Pennsylvania Gast in Schuyler Mansion in Albany gewesen. Hamilton versprach, sich dafür einzusetzen, dass Andrés letzter Wille, durch Erschießung hingerichtet zu werden, erfüllt würde, war damit aber nicht erfolgreich. Am 14. Dezember 1780 heirateten Alexander Hamilton und Elizabeth Schuyler auf Schuyler Mansion.
Sie bezogen ein Haus auf der dem Hauptquartier in New Windsor gegenüberliegenden Flussseite. Elisa war damit beschäftigt, ein Zuhause zu schaffen und Alexander bei seinen politischen Schriften zu unterstützen – Teile seines 31-seitigen Briefes an Robert Morris, der viel von seiner finanzwirtschaftlichen Expertise deutlich machte, sind in ihrer Handschrift geschrieben.
Während der Schwangerschaft mit ihrem ersten Kind Philip, das im Januar 1782 geboren wurde, zog Eliza zurück ins Haus ihrer Eltern nach Albany. Während seiner Abwesenheit schrieb Alexander ihr unzählige Briefe, in denen er ihr versicherte, dass sie sich um ihre Sicherheit keine Sorgen machen müsse. Er teilte ihr darin auch vertrauliche militärische Informationen mit, wie zum Beispiel die Vorbereitungen für die Schlacht bei Yorktown im Herbst. Durch Glück blieb die Familie von Kriegsauswirkungen verschont.
Nach der Schlacht bei Yorktown lebte das Paar fast zwei Jahre lang in Albany, im Spätjahr 1783 zogen sie nach New York City. Im September 1784 gebar Eliza ihr zweites Kind, das nach Elizas älterer Schwester Angelica genannt wurde. Ihr drittes Kind Alexander wurde im Mai 1786 geboren, das vierte James Alexander im April 1788, das fünfte John Church im August 1792.
1787 nahm die Familie zusätzlich Frances (Fanny) Antill als Pflegekind auf. Das Mädchen war damals zwei Jahre alt und das jüngste Kind von Hamiltons Freund Edward Antill, dessen Ehefrau jung verstorben war. Colonel Antill selbst starb zwei Jahre später in Kanada und Fanny lebte insgesamt acht Jahre bei den Hamiltons, bis ihre ältere Schwester heiratete und sie zu sich nehmen konnte.
Die Hamiltons nahmen intensiv am gesellschaftlichen Leben teil, sie besuchten oft das Theater und nahmen an Bällen und Partys teil. Sie veranstalteten ein Dinner anlässlich der Rückkehr von Thomas Jefferson aus Paris 1790, bei dem Eliza mit George Washington tanzte. Nach der Ernennung von Alexander zum Finanzminister nahmen die gesellschaftlichen Verpflichtungen noch deutlich zu.

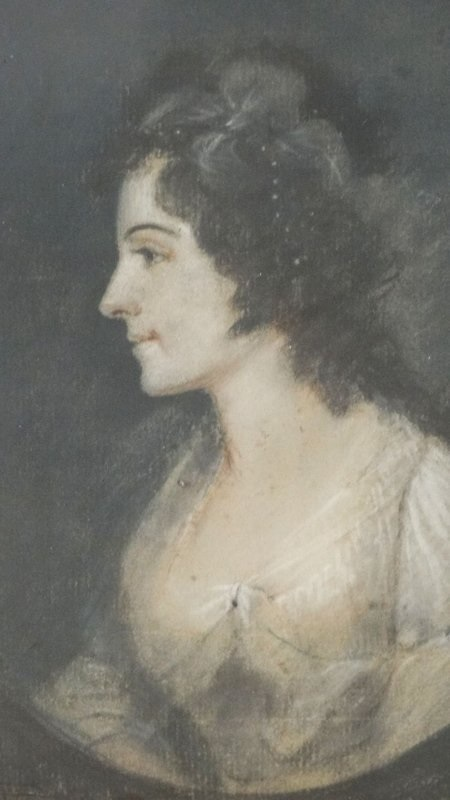
Elizabeth Hamilton, Porträt von James Sharples (ca. 1795)

Eliza unterstützte ihren Mann weiter bei seiner politischen Karriere, beispielsweise bei der Veröffentlichung der Federalist Papers, seinem Einsatz für die neugeschaffene Zentralbank der USA oder der Formulierung von Washingtons Abschiedsrede.
Sie kümmerte sich um die Erziehung der Kinder und führte den Haushalt, der mehrfach zwischen New York, Philadelphia und Albany umzog. Im November 1794 erlitt Eliza eine Fehlgeburt, nachdem ihr jüngstes Kind schwer erkrankt war und sie sich große Sorgen machte, als Hamilton mit der Niederschlagung der Whiskey-Rebellion beauftragt war. Hamilton trat daraufhin von allen öffentlichen Ämtern zurück, um seine Anwaltstätigkeit in New York wieder aufzunehmen und so näher bei seiner Familie bleiben zu können.
1797 kam eine mehrere Jahre zurückliegende Affäre zwischen Hamilton und Maria Reynolds ans Tageslicht. Er veröffentlichte am 25. August 1797 ein Schriftstück, das später als das Reynolds Pamphlet bekannt wurde, in dem er die zurückliegende außereheliche Beziehung zugab, aber allen Anschuldigungen, er sei in ehrenrührige oder kriminelle Handlungen von Marias Ehemann James Reynolds verwickelt, entgegentrat.
Eliza war zu diesem Zeitpunkt mit ihrem sechsten Kind schwanger. Sie ließ Hamilton in New York zurück und zog zu ihren Eltern nach Albany, wo William Stephen im August 1797 geboren wurde. In der Folge näherte sich das Paar wieder an. Sie führten ihre Ehe fort und hatten noch zwei weitere Kinder. Die Tochter Elizabeth kam im November 1799 zur Welt. Vor der Geburt ihres achten Kindes verlor sie im November 1801 ihren ältesten Sohn Philip, der bei einem Duell getötet wurde. Ihr jüngstes Kind wurde im Juni 1802 geboren und wurde nach seinem verstorbenen Bruder Philip getauft.
In dieser Zeit beauftragte Alexander den Architekten John McComb Jr. mit dem Bau eines Wohnhauses in Harlem, das 1802 fertiggestellt und nach dem schottischen Herkunftsort von Alexanders Vater Hamilton Grange genannt wurde.
Im Juli 1804 eskalierte eine Auseinandersetzung Alexander Hamiltons mit seinem politischen Konkurrenten Aaron Burr. Er wurde bei einem Pistolenduell lebensgefährlich verletzt und verstarb am 12. Juli 1804 im Kreis seiner Familie.

## Späteres Leben

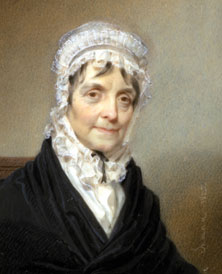
Elizabeth Hamilton, Porträt von Henry Inman (1825)

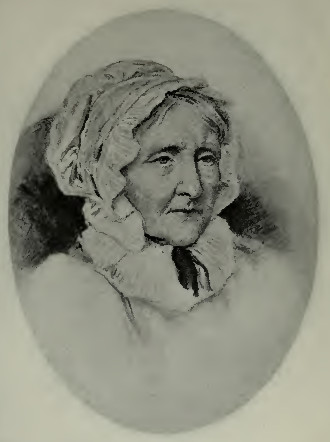
Elizabeth Hamilton im Alter von 94 Jahren

Im Jahr vor dem Tod Hamiltons war Elizas Mutter Catherine unerwartet verstorben und wenige Monate später starb auch Elizas Vater.
Nach dem Tod ihres Ehemanns musste Eliza Schulden der Familie begleichen. The Grange wurde in einer öffentlichen Auktion versteigert, sie konnte es jedoch bald mit Unterstützung der Testamentsvollstrecker günstig zurückkaufen. Im November 1833 verkaufte Eliza, nun 76 Jahre alt, The Grange für 25.000 $, um damit ein neues Stadthaus zu finanzieren (Hamilton-Holly House), wo sie neun Jahre mit ihren erwachsenen Kindern Alexander Hamilton Jr. und Eliza Hamilton Holly und deren Ehepartnern lebte. 1836 konnte Eliza beim Congress eine Übertragung von Alexanders Armeepension erreichen. 1848 zog sie von New York nach Washington D.C., wo sie mit ihrer verwitweten Tochter Eliza bis 1854 lebte.
1798 nahm Eliza die Einladung ihrer Freundin Isabella Graham an, Mitglied der Society for the Relief of Poor Widows with Small Children (dt.: Unterstützungsgesellschaft für arme Witwen mit kleinen Kindern) zu werden, die sich im Vorjahr gegründet hatte. 1806 gründete sie zusammen mit mehreren anderen Frauen die Orphan Asylum Society (dt.: Waisenhausgesellschaft). Eliza wurde zunächst Vizepräsidentin, von 1821 an war sie 27 Jahre lang bis zu ihrem Wegzug aus New York 1848 Präsidentin. Sie warb Geldmittel ein, sammelte benötigte Gebrauchsgüter und kümmerte sich um die Versorgung und Erziehung von über 700 Kindern. Bei ihrem Ausscheiden hatte sie insgesamt 42 Jahre für die Organisation gearbeitet. Das Engagement Elizabeth Hamiltons wird beispielsweise im Musical Hamilton mit der Tatsache in Verbindung gebracht, dass ihr Ehemann Alexander als Waise aufgewachsen war. Die Orphan Asylum Society existiert heute noch als Kinderhilfsorganisation unter dem Namen Graham Windham.
Nach dem Tod von Alexander Hamilton verteidigte Eliza ihren Ehemann gegen die verschiedensten Vorwürfe. Sie unterstrich seinen Anspruch auf die Autorenschaft an Washingtons Abschiedsrede und wehrte Vorwürfe von James Monroe gegen Alexander über finanzielle Unregelmäßigkeiten ab. Nach einem persönlichen Treffen mit Monroe kurz vor dessen Tod erhielt sie tatsächlich eine offizielle Entschuldigung. 1846 stellte sie beim Kongress einen Antrag auf Veröffentlichung der Schriften von Alexander Hamilton. 1848 kaufte der Kongress Hamiltons Werke an, fügte sie in die Library of Congress ein und veröffentlichte sie.
Eliza blieb dem Erbe ihres Mannes verpflichtet. Sie durchforstete alle seine Briefe, Dokumente und Schriftstücke mit Hilfe ihres Sohnes John Church Hamilton, der nach vielen Rückschlägen schließlich das Buch „History of the Republic of the United States America, as Traced in the Writings of Alexander Hamilton and of His Contemporaries“ veröffentlichte, das Maßstäbe für alle künftigen Biographien über Alexander Hamilton setzte.
Nach ihrem Umzug nach Washington, D.C. unterstützte sie Dolley Madison und Louisa Adams bei ihrer Kampagne zur Errichtung des Washington Monuments.
Elizabeth Hamilton verstarb am 9. November 1854, im Alter von 97 Jahren, in Washington, D.C. Sie wurde in der Nähe ihres Ehemanns auf dem Friedhof der Trinity Church in New York City beigesetzt.

## Rezeption
- Im Film Alexander Hamilton von 1931 verkörperte Doris Kenyon Eliza Hamilton.
- In der Fernsehserie George Washington II: The Forging of a Nation von 1986 wurde sie von Eve Gordon dargestellt.[14][15]
- 2005 veröffentlichte Ron Chernow eine Biographie über Alexander Hamilton, die die Rolle Elizas für Leben und Werk ihres Ehemanns besonders hervorhob.[16]
- 2015 wurde das Broadway-Musical Hamilton von Lin-Manuel Miranda veröffentlicht, der sich sehr eng an die Hamilton-Biographie von Chernow hielt. Die Rolle der Eliza übernahm Phillipa Soo, die 2016 hierfür eine Nominierung als beste Darstellerin für den Tony Award erhielt.[17] Sie verkörperte die Rolle auch in der Filmversion des Musicals von 2020.